# Gynoplistia (Gynoplistia) resecta
Gynoplistia (Gynoplistia) resecta is een tweevleugelige uit de familie steltmuggen (Limoniidae). De soort komt voor in het Australaziatisch gebied.